# Quint Claudi Quadrigari
Quint Claudi Quadrigari (en llatí Quintus Claudius Quadrigarius) va ser un historiador romà del segle i aC.
Va escriure una història de Roma, mencionada generalment amb els títols de Annales o Historiae o també Rerum Romanarum Libri en almenys 23 llibres que anava entre la conquesta de Roma pels gals fins almenys, la mort de Sul·la.
És mencionat per Titus Livi, que el cita com a autoritat, i Aule Gel·li en va conservar algun fragment, el cita repetidament i l'elogia. En els fragments coneguts d'aquesta obra apareixen alguns detalls molt minuciosos que van ser ignorats per Titus Livi.